# Natron
Natron (inaczej natryt, soda rodzima, soda naturalna, soda krystaliczna) – minerał węglanu sodu. Nazwa pochodzi od składu chemicznego minerału (arab. natron = soda). Minerał rzadki, rozpowszechniony tylko w niektórych rejonach Ziemi.

## Właściwości
- Wzór chemiczny: Na
2CO
3·10H
2O – uwodniony węglan sodu, dziesięciohydrat
- Układ krystalograficzny: jednoskośny
- Twardość: 1-1,5
- Gęstość: 1,42-1,47
- Rysa: biała
- Połysk: szklisty lub ziemisty
- Łupliwość: dobra, dwukierunkowa
- Przełam: nierówny
- Barwa: biała, szara lub bezbarwna

Barwi płomień na żółto, topi się w temperaturze 32 °C.
Tworzy łatwo rozpuszczalne w wodzie kryształy; tabliczkowe i romboidalne. Tworzy skupienia ziarniste, pręcikowe, igiełkowe, naskorupienia lub wykwity. Powinna być chroniona przed wilgocią, bo łatwo absorbuje wodę i rozpuszcza się.
W suchym powietrzu a także podczas ogrzewania traci wodę krystalizacyjną i bieleje (następuje częściowa dehydratacja – tzw. wietrzenie sody). Na skutek tego procesu powstaje termonatryt Na2CO3 · H2O). W temperaturze 107 °C przechodzi w sól bezwodną. 

## Występowanie
Występuje wyłącznie w skałach osadowych. Krystalizuje z wód jezior sodowych (w klimacie gorącym), jako produkt ich ewaporacji (odparowania).
Miejsca występowania: minerał, występujący w osadach niektórych słonych jezior, tzw. jezior sodowych, gł. w Egipcie – Wadi Natrun, Kenii – Magadi, Kabongo, Tanzania – Natron, Iranie, Kazachstanie, USA – Borax Lake i Owens Lake (w Kalifornii), Włochy – Etna, Wezuwiusz.

## Zastosowanie
Używany był w starożytnym Egipcie do mumifikacji zwłok. Obecnie stosowany w przemyśle chemicznym, hutniczym, szklarskim, papierniczym, spożywczym oraz w medycynie.
Ma znaczenie kolekcjonerskie.